# デラン・サラフィアン
デラン・サラフィアン（Deran Sarafian、1958年1月17日 - ）は、アメリカ合衆国の映画監督、俳優。

## 主な監督作品
- ブルージーン・コップ Death Warrant (1991)
- バック・イン・ザ・USSR Back in the U.S.S.R. (1992)
- ガンメン Gunmen (1994)
- ロードランナー The Road Killers (1994)
- ターミナル・ベロシティ Terminal Velocity (1994)[1]
- ロードストーカー Road Rage (1999)
- Dr.HOUSE　―ドクター・ハウス― House MD (2004) テレビドラマ
- LOST Lost (2006) テレビドラマ
- FRINGE / フリンジ Fringe (2010) テレビドラマ
- ザ・ケープ 漆黒のヒーロー The Cape (2011) テレビドラマ
- NIKITA / ニキータ Nikita (2012) テレビドラマ
- ストレイン 沈黙のエクリプス (2014、2016年) テレビドラマ